# Serianus carolinensis
Serianus carolinensis är en spindeldjursart som beskrevs av William B. Muchmore 1968. Serianus carolinensis ingår i släktet Serianus och familjen Garypinidae. Inga underarter finns listade i Catalogue of Life.